# John Newbold Happy Camp
John Newbold Happy Camp (Enid, 11 maggio 1908 – Enid, 27 settembre 1987) è stato un politico statunitense.

## Biografia
È nato con il nome di John Newbold Camp a Enid. Per la sua indole allegra, il padre lo chiamava Happy; il soprannome gli rimase, ed anzi Camp, intrapresa la carriera politica, lo aggiunse legalmente al suo nome, così da poter fare apparire il nomignolo sulle schede elettorali.
Il padre nel 1924 era divenuto proprietario di una banca a Waukomis, ove la famiglia si stabilì. Happy Camp ha studiato alla Phillips University di Enid, ma già nel 1928 aveva iniziato a lavorare nella banca del padre, di cui divenne presidente.
Impegnato in politica con il Partito Repubblicano, fu eletto alla Camera dei rappresentanti dell'Oklahoma nel 1942, venendo sempre confermato fino al 1963. Alle primarie per la candidatura a governatore dell'Oklahoma del 1966 fu sconfitto di misura da Dewey Bartlett, che risulterà poi eletto.
Alle elezioni del novembre 1968 è stato eletto per la prima volta alla Camera dei rappresentanti degli Stati Uniti d'America, entrando poi in carica il successivo 3 gennaio, venendo poi riconfermato nelle elezioni del 1970 e del 1972.
Considerato vicino al presidente Nixon, alle prime elezioni dopo lo scandalo Watergate nel 1974 Camp venne sconfitto dal democratico Glenn English.
Negli successivi continuò a occuparsi di politica a livello locale: pur rimanendo repubblicano, nel 1982 appoggiò la corsa a governatore del democratico George Nigh, guidando il gruppo dei Republicans for Nigh.